# Mitra Hejazipour
Mitra Hejazipour (persisch میترا حجازی‌پور, * 19. Februar 1993 in Maschhad) ist eine französisch-iranische Schachspielerin. Sie trägt den Titel Großmeister der Frauen.

## Leben
Hejazipour begann im Alter von sechs Jahren mit dem Schachspiel, da in ihrer Familie jeder spielt. Mit sieben Jahren gewann sie die Partien gegen die Erwachsenen in ihrer Familie. Im Jahr 2003 wurde sie Vizeweltmeisterin (Silbermedaille) der unter 10-Jährigen Mädchen, punktgleich mit der chinesischen späteren Weltmeisterin Hou Yifan.
Hejazipour gewann 2012 den iranischen Titel bei den Frauen vor Shayesteh Ghaderpour.
Für ihr Heimatland startete sie seit 2008 bei insgesamt sechs Schacholympiaden. 
2015 gewann sie in al-Ain die Asiatische Einzelmeisterschaft der Frauen. Im selben Jahr wurde ihr der Titel des Großmeisters der Frauen verliehen.
2016 sprach sie sich gegen den Boykott der Schachweltmeisterschaft der Frauen aus, die in Teheran stattfinden sollte, da sie der Ansicht war, dass ein Boykott den iranischen Frauen nicht helfen würde und die Meisterschaft eine Chance für sie darstellt.
Im Januar 2019 trat Hejazipour dem Schachclub von Brest bei. Unter anderem dank ihrer Anwesenheit stieg der Klub 2020 in die erste Liga auf.
Am 2. Januar 2020 wurde sie aus der iranischen Nationalmannschaft entlassen, weil sie bei der Blitzschach-Weltmeisterschaft in Moskau im Dezember 2019 ihren Hidschāb abgelegt hatte, um gegen die Stellung der Frau im Iran zu protestieren. Sie kritisierte den Hidschāb, den sie als „Einschränkung“ und nicht als „Schutz“ für Frauen betrachtete. Sie ist die zweite Spielerin, die aus diesem Grund aus der iranischen Nationalmannschaft entlassen wurde, zwei Jahre nach Dorsa Derakhshani, die heute für die USA antritt. 
2021 erhielt Hejazipour die Erlaubnis, für Frankreich anzutreten. Im März 2023 erhielt sie die französische Staatsbürgerschaft.
Sie gewann die französische Frauenschachmeisterschaft 2023 in Alpe d’Huez, indem sie im Finale Deimantė Cornette besiegt.